# Национални савет Горанаца
Национални савет Горанаца је национални савет Горанске националне мањине Републике Србије. Савету су законом одређена јавна овлашћења да учествује у одлучивању или да самостално одлучује о појединим питањима из области културе, образовања, обавештавања и службене употребе језика и писма у циљу остваривања колективних права националне мањине на самоуправу у тим областима. Седиште Савета се налази у Новом Пазару у Рашком округу одакле је стигла навећа подршка за његово оснивање. 

## Организација
Организацију Савета чине:
1. Чланови Савета (15 чланова)
2. Председник
3. Потпредседник
4. Секретар
5. Извршни одбор (5 чланова)
6. Одбор за образовање (3 чланова)
7. Одбор за културу (3 чланова)
8. Одбор за обавештавање (3 чланова)
9. Одбор за употребу језика и писма (3 чланова)

### Статут
Према статуту Националног савета Горанаца, усвојеном на конститутивној седници одржаној 18.12.2022. године у Новом Пазару, Савет је највиши представнички орган горанске националне мањине у Републици Србији коју сматра својом домовинском матицом у области образовања, културе, обавештавања и службене употребе језика и писма, као и у другим областима од интереса за делатност Савета у складу са Уставом, законом и Статутом.

### Финансирање
Средства за финансирање рада националног савета обезбеђују се из буџета Републике Србије и буџета јединице локалне самоуправе, донација и осталих прихода. Средства која се обезбеђују у буџету Републике Србије распоређују се тако да се 30% распоређује у једнаким износима свим регистрованим националним саветима у Републици Србији, а остатак средстава (70%) сразмерно броју припадника одређене националне мањине коју национални савет представља према резултатима последњег пописа становништва, као и укупном броју установа, фондација и привредних друштава чији је оснивач или суоснивач национални савет или чија су оснивачка права делимично или у целини пренета на национални савет.

### Правни положај и овлашћења
- Општа овлашћења
- Овлашћења у области образовања: oснивачка права установа од посебног значаја за образовање, учешће у управљању установама, учешће у плановима и програмима наставе и учења, учешће у уређивању уџбеника и наставна средства и друга овлашћења у области образовања.
- Овлашћења у области културе: oснивачка права установа од посебног значаја у области културе, учешће у управљању установама и друга овлашћења у области културе.
- Овлашћења у области обавештавања: oснивачка права установа од посебног значаја у области обавештавања, право предлагања члана Савета регулаторног тела за електронске медије и друга овлашћења у области обавештавања.
- Овлашћења у области службене употребе језика и писма.
- Однос са Владом и органима државне управе.
- Однос са органима аутономне покрајине и органима јединице локалне самоуправе.
- Међународна и регионална сарадња са организацијама које се баве питањима права припадника националних мањина.

## Избори
Мандат Савета траје четири године, а чини га 15 чланова изабраних на изборима путем електoрске скупштине од стране електора који су добили подршку припадника горанске националне мањине уписаних у посебан бирчаки списак. 
Посебан бирачки списак националне мањине образује Министарство, на захтев за образовање посебног бирачког списка, који мора да личним изјавама подржи најмање 5%  (најмање 389) пунолетних припадника националне мањине према последњем попису становништва. Изјава о подржавању захтева за образовање посебног бирачког списка даје се на прописаном обрасцу и оверава код органа надлежног за оверу потписа. Посебан бирачки списак води општинска, односно градска управа, као поверени посао. Захтев за упис у посебан бирачки списак припадник националне мањине подноси уз лично присутво органу управе јединице локалне самоуправе према месту пребивалишта, односно месту боравишта за интерно расељена лица, у писаној форми, на посебном обрасцу, након чега овлашћени орган издаје одговарајуће Решење лицу које захтев поднело.
Иницијативни одбор за формирање Горанског националног савета Републике Србије је након најмање 1498 ауторизација надлежних органа: 
- Регистрације посебног бирачког списка са најмање 389 пунолетних припадника горанске националне мањине,
- Уписа најмање 540 пунолетних припадника горанске националне мањине у исти посебан бирачки списак,
- Овера код надлежног органа најмање 540 изјава бирача да подржавају кандидатуру за електора и
- прибављања 27 решења о именаовању свих електора од стране Mинистарства за људска и мањинска права и друштвени дијалог,

Обезбедио све услове прописане законом да на расписаним изборима за избор чланова Националног савета горанске националне мањине на електорској скупштини 2022. године електори бирају чланове Саветa.

### Први сазив Савета
Први сазив Савета изабран је гласањем на изборима за националне савете националних мањина 13.11.2022. године путем електорске скупштине.
На изборима је учествовала само једна изборна листа и њен носилац др. Амир Кајкуш постао је и председник Савета, док је потпредседница Савета постала Ирена Далифи, а генерална секретарка Некија Пупе, такође чланови Савета.
Чланови Савета у првом мандату су (15):
1. Амир Кајкуш – Специјалиста психијатрије
2. Сељатин Кајкуш – Специјалиста неуропсихијатрије
3. Ирена Далифи – Фармацеутски техничар
4. Семир Вехапи – Универзитетски професор - доцент
5. Нуридин Шола – Специјалиста онко-уролог
6. Некија Пупе – Дипломирани економиста
7. Зулфер Бахтијари – Магистар фармације
8. Пајазит Помак – Мастер политиколог
9. Зехра Рашити – Правни техничар
10. Елвир Ејупи - Предузетник
11. Рустем Нуридини - Предузетник
12. Шевал Кадрија-Пупе – Мастер правник
13. Елмир Џимшитов-Амзоски – Предузетник
14. Сабахудин Мурати - Предузетник
15. Мајда Кајкуш – Специјалиста козметологије

Горански национални савет Републике Србије поред 15 чланова савета има председника, потпредседника, секретара, извршни одбор и 4 ресорних одбора.
Председник Савета је др.Амир Кајкуш - специјалиста психијатрије
Потпредседница Савета је Ирена Далифи
Секретарка Савета је Некија Пупе
Извршни одбор чине:
1. Семир Вехапи (Нови Пазар) – председник
2. Сељатин Кајкуш (Нови Пазар) – потпредседник
3. Елмир Џимшитов-Амзоски (Београд) - члан
4. Рустем Нуридини (Београд) - члан
5. Шевал Кадрија-Пупе (Нови Пазар) - члан

Ресорни одбори су:
1. Одбор за образовање (председник Пајазит Помак)
2. Одбор за културу (председник Зулфер Бахтијари)
3. Одбор за обавештавање (председник Елмир Џимшитов-Амзоски)
4. Одбор за службену употребу језика и писма (председник Сељатин Кајкуш)

## Групе чланова националног савета
Актуелни састав националног савета који је конституисан 2022. године.
| Расподела мандата по групама | Расподела мандата по групама         | Места |
| ---------------------------- | ------------------------------------ | ----- |
| Укупан број чланова          | Укупан број чланова                  | 15    |
|                              | Носиоц листе кандидата – Амир Кајкуш | 15    |